# Lesovsky
 Lesovsky  va ser un constructor estatunidenc de cotxes de competició.
Lesovsky va competir en diverses curses del campionat del món de la Fórmula 1, de la temporada 1950 a la temporada 1960.
Va disputar només la cursa del Gran Premi d'Indianapolis 500, i no va tornar a competir al món de la F1.

## Resultats a la F1
| Temporada | Pilot          | Graella | Classificació | Punts | Retirada              | Resultats |
| --------- | -------------- | ------- | ------------- | ----- | --------------------- | --------- |
| 1950      | George Connor  | 4       | 8             |       |                       | Resultats |
| 1950      | Troy Ruttman   | 24      | 15            |       |                       | Resultats |
| 1951      | George Connor  | 21      | Ret           |       | Transmissió           | Resultats |
| 1952      | Duane Carter   | 6       | 4             | 3     |                       | Resultats |
| 1952      | Henry Banks    | 12      | 19            |       |                       | Resultats |
| 1952      | Manny Ayulo    | 28      | 20            |       |                       | Resultats |
| 1953      | Duane Carter   | 27      | Ret           | 2     | Ignition              | Resultats |
| 1956      | Jimmy Reece    | 21      | 9             |       |                       | Resultats |
| 1957      | Gene Hartley   | 14      | 10            |       |                       | Resultats |
| 1957      | Rodger Ward    | 24      | Ret           |       | Compressor            | Resultats |
| 1958      | Jack Turner    | 10      | Ret           |       | bomba del combustible | Resultats |
| 1958      | Rodger Ward    | 11      | Ret           |       | Magneto               | Resultats |
| 1959      | Len Sutton     | 22      | Ret           |       | Accident              | Resultats |
| 1959      | Johnny Thomson | 1       | 3             | 4     |                       | Resultats |
| 1960      | Johnny Thomson | 17      | 5             | 2     |                       | Resultats |

## Resum a la F1
- Curses: 9
- Victòries: 0
- Podiums: 1
- Punts: 11